# Cladochytrium caespitis
Cladochytrium caespitis är en svampart som beskrevs av Griffon & Maubl. 1910. Cladochytrium caespitis ingår i släktet Cladochytrium och familjen Cladochytriaceae.   Inga underarter finns listade i Catalogue of Life.